# Пупхён-самгори (станция метро)
«Пупхён-самгори» (кор. 부평삼거리) — подземная станция Инчхонского метро на линии 1. Оборудована двумя боковыми платформами. Станцию обслуживает Инчхонская муниципальная транспортная корпорация. Расположена на Пупхён-самгори муниципального района Пупхён-гу города-метрополии Инчхон (Республика Корея). На станции установлены платформенные раздвижные двери.
Станция была открыта 6 октября 1999 года.